# César Debaets
César Debaets (Kortrijk, 18 de juny de 1892 - Gant, 20 de novembre de 1974) va ser un ciclista belga, professional entre 1913 i 1929, especialista en les curses de sis dies.
Els seus germans Gérard, Gaston-Octave, Michel i Arthur també foren ciclistes.

## Palmarès
- 1919
  - Vencedor d'una etapa a la Volta a Bèlgica
- 1924
  - 1r als Sis dies de Brussel·les (amb Jules Van Hevel)
- 1925
  - 1r als Sis dies de Gant (amb Jules Van Hevel)
- 1926
  - 1r als Sis dies de Gant (amb Emile Thollembeek)